# Islám ve Spojeném království

Muslimská populace v Anglii.
0,0%–0,9%
1%–1,9%
2%–4,9%
5%–9,9%
10%–19,9%
20% a více

Islám je podle sčítání lidu v roce 2011 druhým největším náboženstvím ve Spojeném království – muslimská populace v tomto roce činila ~2 706 066 lidí, ~4,5% z celku. V roce 1961 to bylo cca 50 000 lidí, tedy 0,11% tehdejší populace. Rozsáhlá muslimská populace se nachází v Anglii: 2 660 116 (5,02% populace). 76 737 muslimů žije ve Skotsku (1,45%), 45 950 ve Walesu (1,50%) a 3 832 v Severním Irsku (0,21%).

## Historie
V roce 2011 bylo také oznámeno, že je na území Spojeného království 100 000 konvertitů k islámu, z nichž 66% představují ženy. Dále zde bylo v týž rok odhadem zaznamenáno 5 200 konverzí k islámu. Islám je ve Spojeném království po ireligiozitě druhým nejrychleji rostoucím vyznáním a jeho přívrženci mají nejnižší průměrný věk ze všech hlavních náboženských skupin v zemi. Mezi rokem 2001 a 2009 rostla muslimská populace téměř 10krát rychleji než nemuslimská. Většina muslimů v Británii náleží k sunnitské větvi.
Největší skupiny muslimů v Británii představují Pákistánci a Bangladéšané.

## Islámský radikalismus
Od roku 2000 byla na britském území muslimy spáchána řada teroristický činů, mezi které patří například teroristické útoky v Londýně v roce 2005, útok na letiště Glasgow v roce 2007 či vražda Lee Rigbyho. Dále odhady hovoří asi 1 500 britských muslimech, kteří páchají zvěrstva na území Iráku a Sýrie v rámci islámského státu V roce 2014 ve městě Rotherham vypukl skandál, kdy bylo zjištěno, že mezi lety 1997 až 2013 bylo znásilněno či sexuálně zneužito až 1 400 britských dětí britskými Pákistánci. Do roku 2010 působila na území Británie radikální islámistická skupina Islam4UK, která byla 4. ledna 2010 postavena mimo zákon.
V 90. letech 20. století kázal v Severolondýnské ústřední mešitě radikální imám Abu Hamza al-Masri (* 1958, Egypt), který byl posléze v roce 2015 ve Spojených státech amerických odsouzen na doživotí bez možnosti podmínečného propuštění. V roce 2016 byl ve Velké Británii odsouzen k 5, 5 let trestu odnětí svobody radikální muslimský duchovní Anjem Choudary.
V roce 2017 byla série teroru obohacena o teroristický útok v Londýně v březnu 2017, sebevražedný bombový útok v Manchester Areně a teroristické útoky v Londýně v červnu 2017.

## Galerie mešit

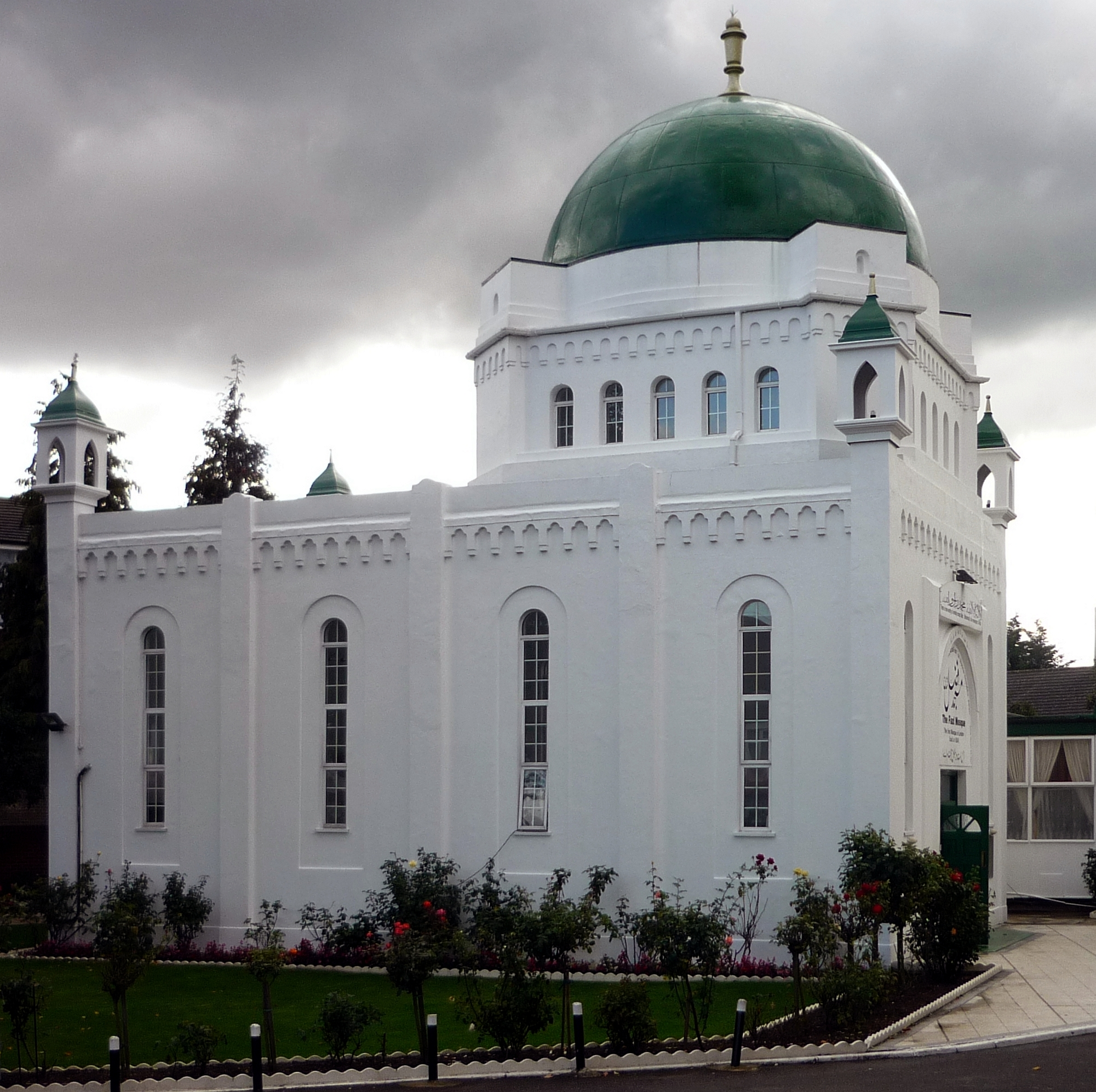
Mešita v Londýně
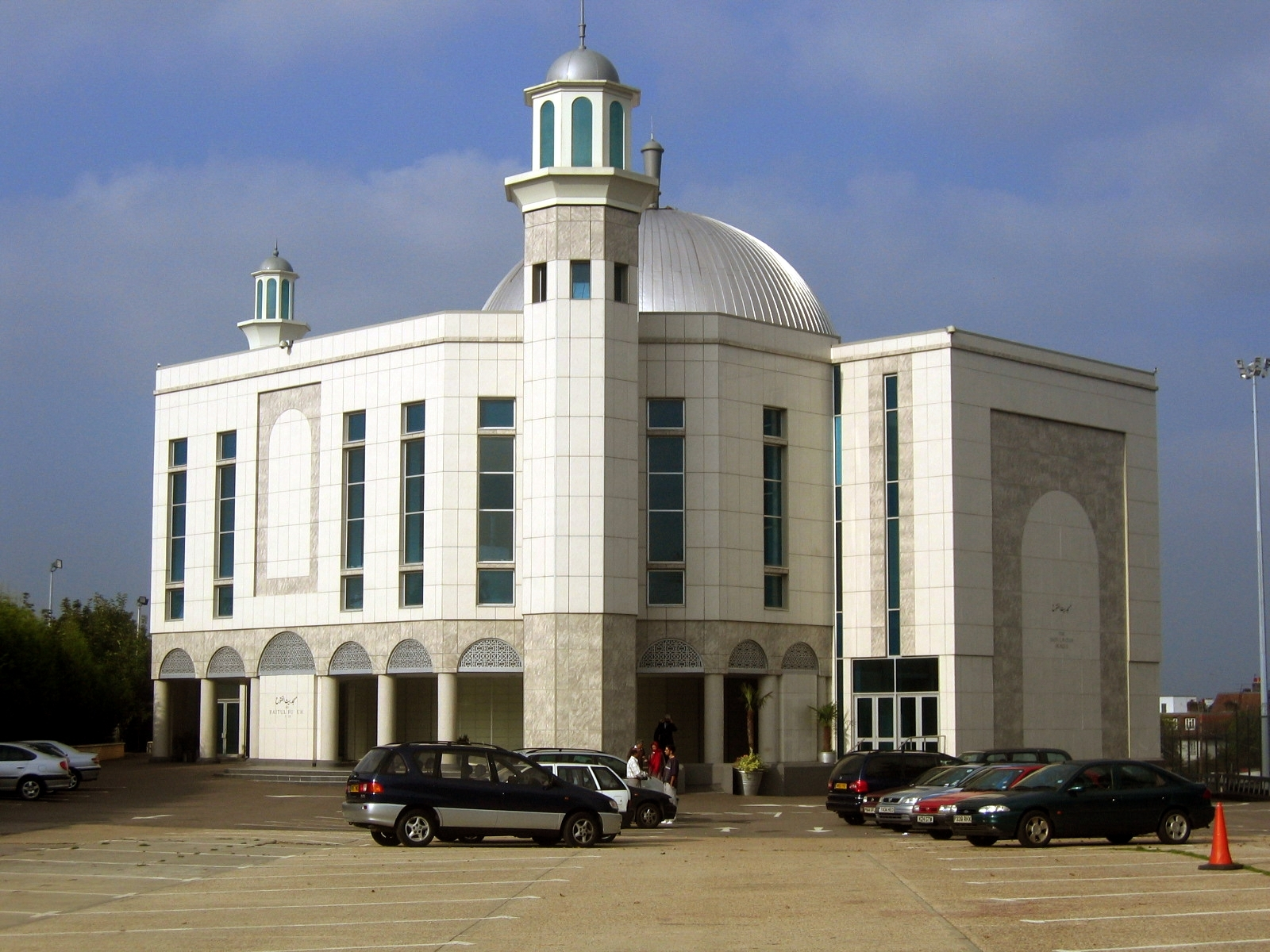
Mešita v Londýně
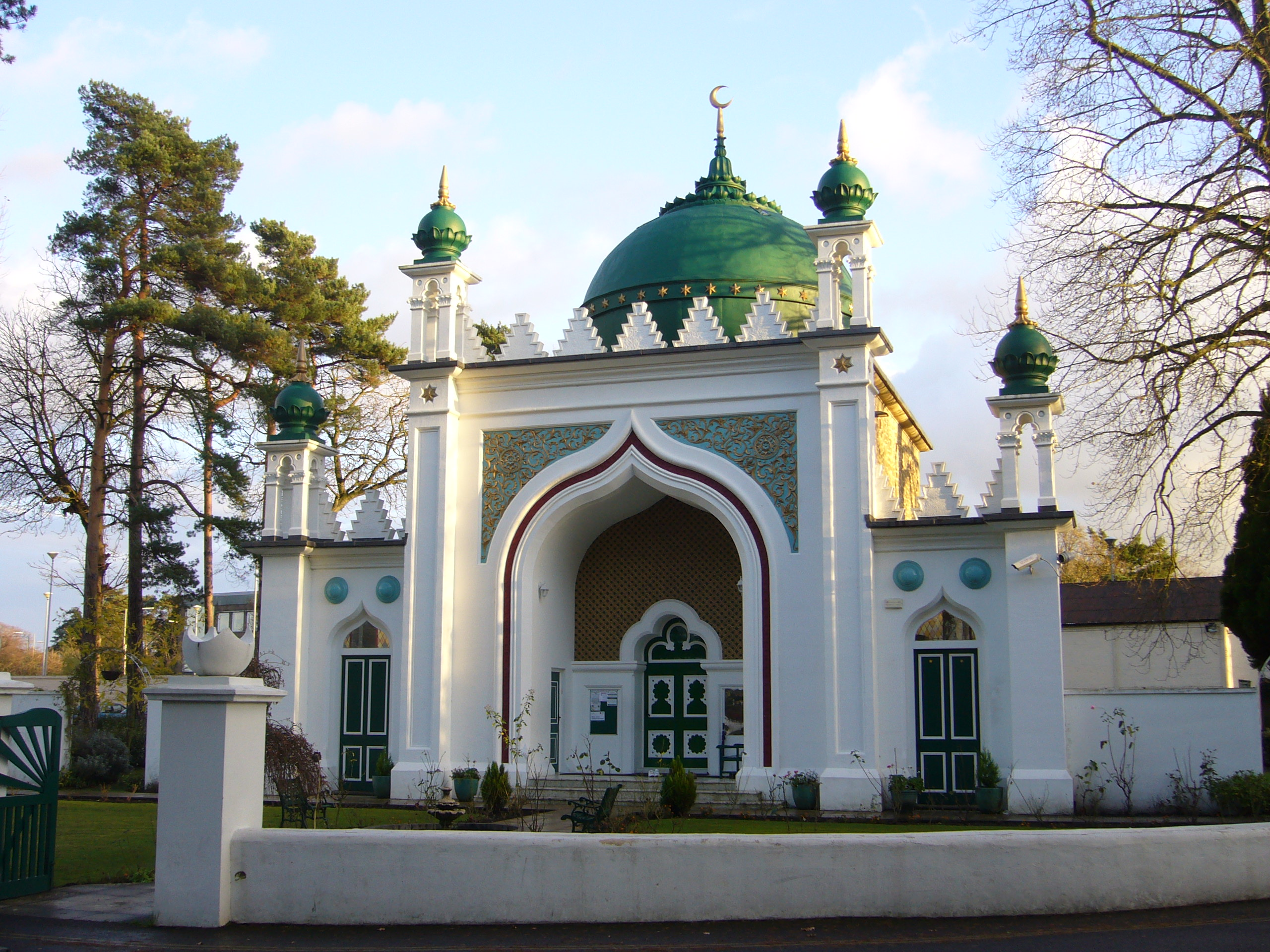
Mešita ve Wokingu
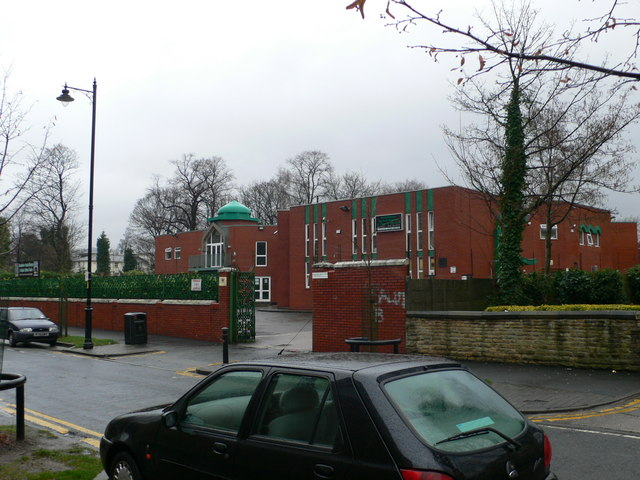
Mešita v Manchesteru
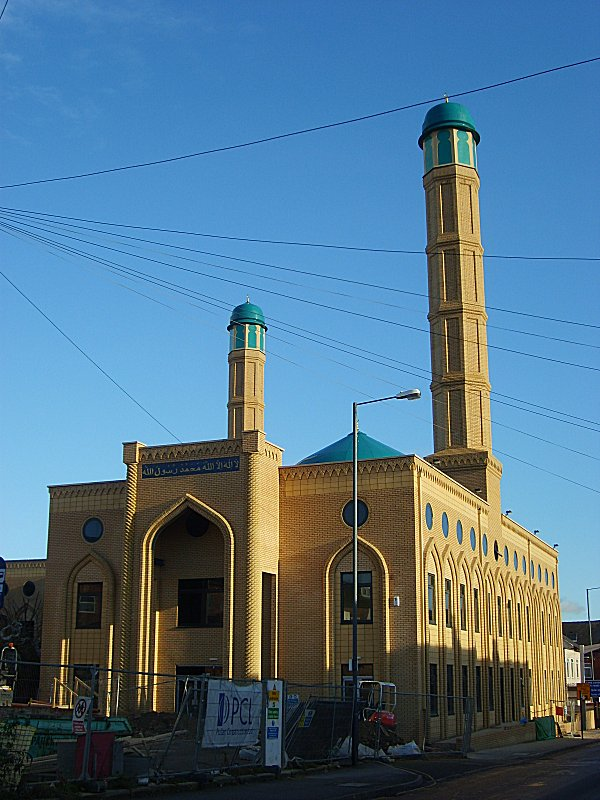
Mešita v Sheffieldu
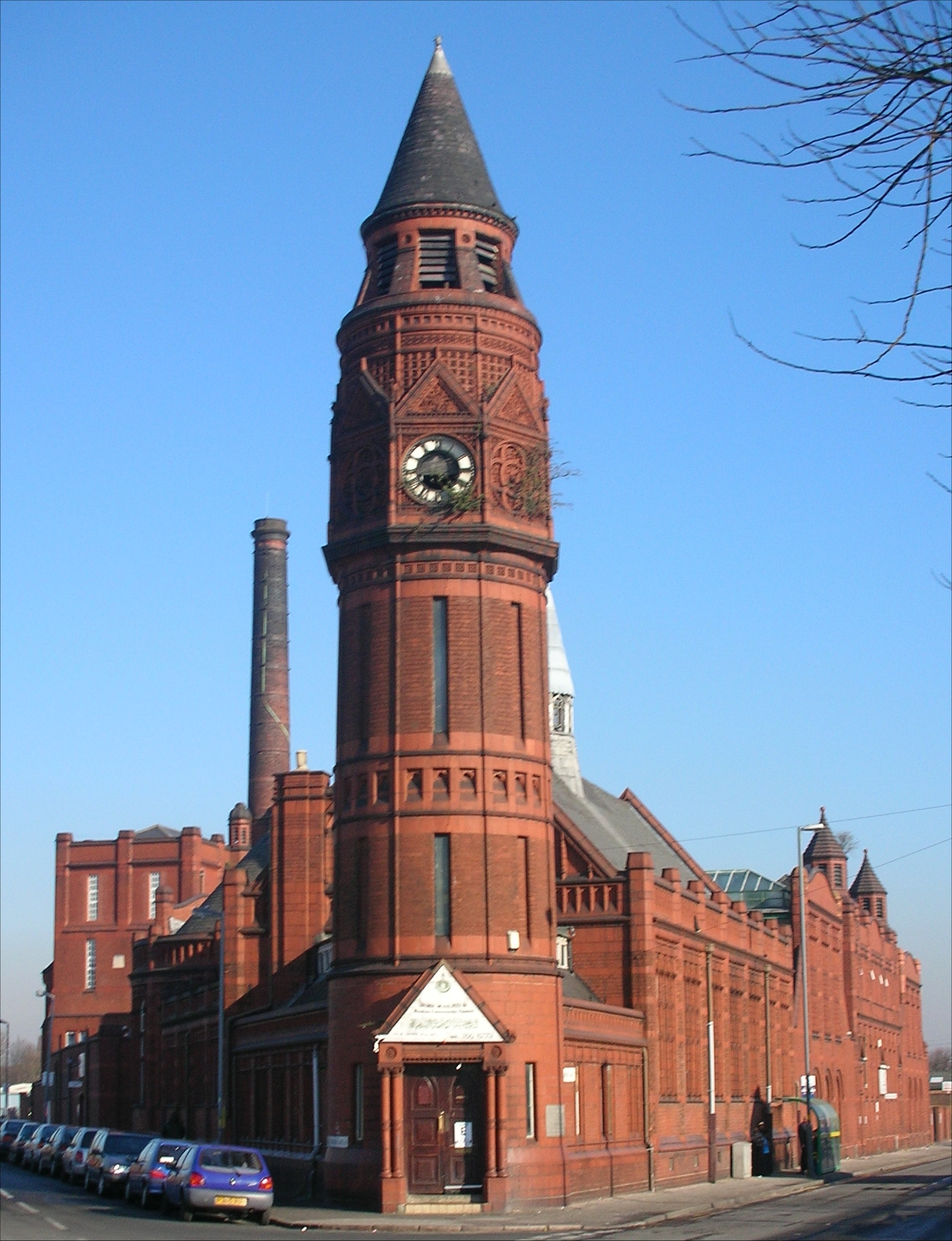
Mešita v Birminghamu
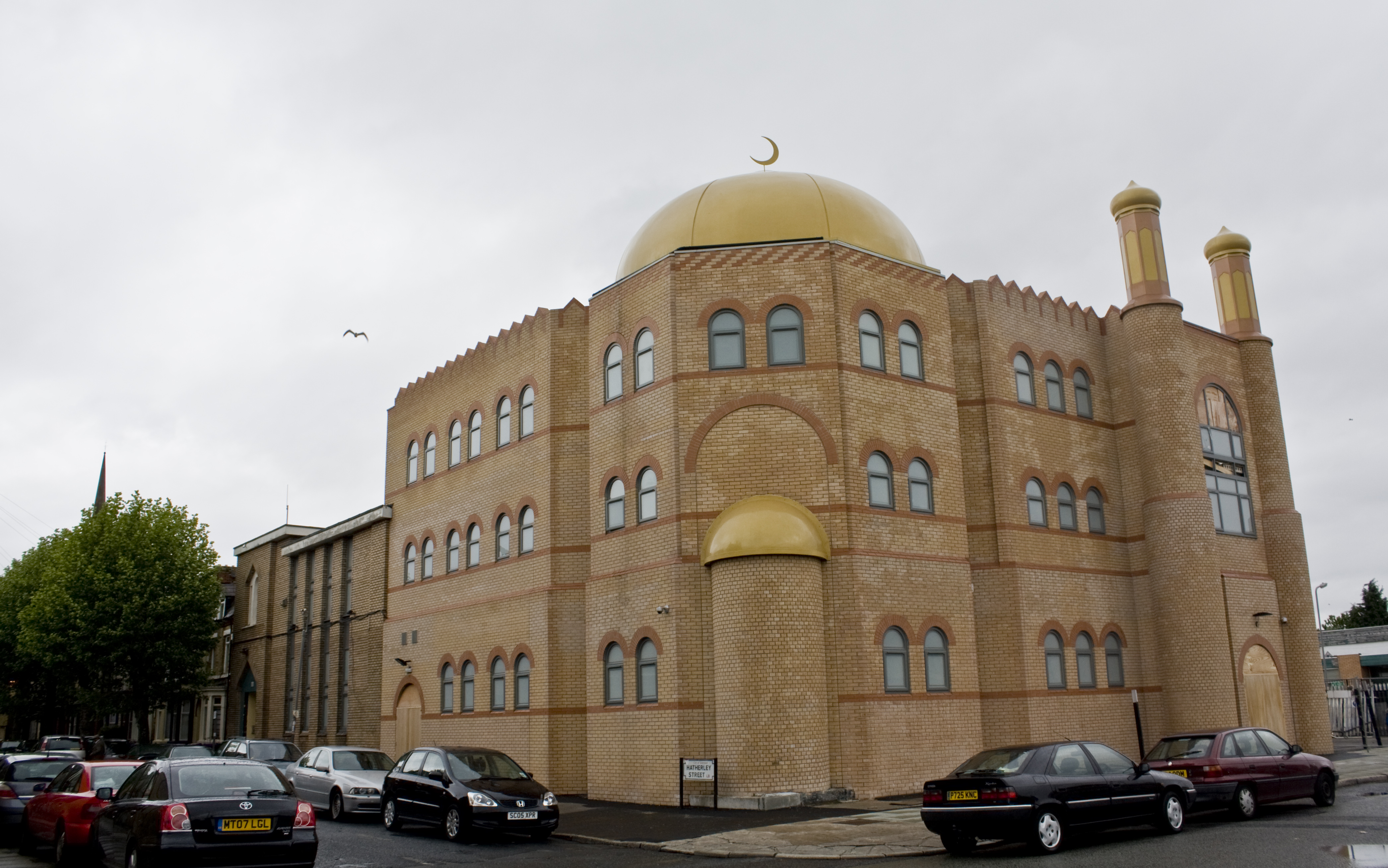
Mešita v Liverpoolu